# Gran Fillar
Il Gran Fillar (3.676 m s.l.m. - Grosses Fillarhorn in tedesco) è una montagna del Gruppo del Monte Rosa nelle Alpi Pennine.

## Descrizione
Si trova sulla linea di confine tra l'Italia (Piemonte) e Svizzera (Canton Vallese) tra lo Jägerhorn a sud e la Cima di Jazzi a nord.
Viene chiamato Gran Fillar per distinguerla da una vetta appena a sud detta Piccolo Fillar. Il colle del Fillar separa infine il Piccolo Fillar dallo Jägerhorn.
Alla base del crestone est della montagna si trova il Bivacco Valentino Belloni (2.490 m).